# Kovács Béla (labdarúgó, 1952)
Kovács Béla (Budapest, 1952. augusztus 9. –) válogatott labdarúgó, középpályás. Nyugdíjazását megelőzően rendőr alezredes, az Országos Rendőr-főkapitányság kiemelt főnyomozója.

## Pályafutása

### Klubcsapatban
1971 nyarán a Mákvölgyi Bányászból igazolt az MTK-ba.
2011. október 25-én az MTK öregfiúk mérkőzésén a II. kerületi Kolozsvári úti pályán összeesett és újra kellett éleszteni, majd az Állami Egészségügyi Központba szállították. Nagy valószínűséggel infarktust kapott.

### A válogatottban
1979-ben két alkalommal szerepelt a válogatottban. Ötszörös ifjúsági válogatott (1970), nyolcszoros utánpótlás válogatott (1973–76), kétszeres B-válogatott (1977–78), háromszoros egyéb válogatott (1979).

## Sikerei, díjai
- Magyar bajnokság
  - 3.: 1977–78
- Magyar kupa (MNK)
  - győztes: 1982, 1983
  - döntős: 1976
- Kupagyőztesek Európa-kupája (KEK)
  - negyeddöntős: 1976–77, 1983–84

## Statisztika

### Mérkőzései a válogatottban
| Magyarország | Magyarország    | Magyarország         | Magyarország | Magyarország | Magyarország | Magyarország | Magyarország | Magyarország |
| #            | Dátum           | Helyszín             | Hazai        | Eredmény     | Vendég       | Kiírás       | Gólok        | Esemény      |
| ------------ | --------------- | -------------------- | ------------ | ------------ | ------------ | ------------ | ------------ | ------------ |
| 1.           | 1979. május 2.  | Budapest, Népstadion | Magyarország | 0 – 0        | Görögország  | Eb-selejtező | -            |              |
| 2.           | 1979. május 19. | Tbiliszi             | Szovjetunió  | 2 – 2        | Magyarország | Eb-selejtező | -            | 55'          |
|              | Összesen        |                      |              | 2            | mérkőzés     |              | 0            | gól          |